# Mateo de Edesa

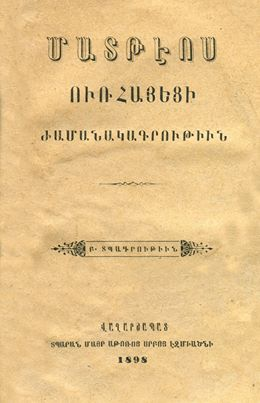
Crónica de Mateo de Edesa.

Mateo de Edesa (en armenio Մաթեվոս ՈՒռհայեցի — Matevos Ourhayetsi) fue un historiador armenio del siglo XII nacido en la ciudad de Edesa.
Mateo fue el abad de Karmir Vanq (“el convento rojo”), cerca de la ciudad de Kessoun, al este de Marash (Germanicia).
Fue un adversario tanto de los griegos ortodoxos como de los católicos latinos, y se muestra especialmente contrario a los francos asentados en los reinos cruzados. Defensor a ultranza de los armenios, le debemos la conservación de algunos documentos importantes sobre las relaciones entre el Imperio bizantino y Armenia.
Su obra cubre desde la segunda mitad del siglo X hasta la primera mitad del XII, con abundante información sobre la Primera Cruzada. Se supone que murió durante el asedio de Edesa por Zengi, el atabeg de Mosul, en 1144.